# North Tyneside
North Tyneside – dystrykt położony w hrabstwie metropolitarnym Tyne and Wear w Anglii. W 2011 roku dystrykt liczył 200 801 mieszkańców. Siedzibą dystryktu pozostaje miasto Wallsend. Ważniejszymi miejscowościami są Cullercoats, North Shields, Tynemouth i Whitley Bay. Dystrykt powołany został w 1974 roku w ramach reorganizacji granic administracyjnych i zadań samorządów. W 1986 roku dystrykt przejął niektóre kompetencje władz centralnych hrabstwa Tyne and Wear. 
Obecnie do zadań zarządu North Tyneside należy utrzymywanie m.in. straży pożarnej i transportu publicznego.

## Miasta
- Brierdene
- Killingworth
- Longbenton
- North Shields
- Wallsend
- Whitley Bay
- Willington Quay

## Inne miejscowości
Backworth, Benton, Brunswick Village, Burradon, Cullercoats, Dudley, Earsdon, Forest Hall, Killingworth Village, Monkseaton, Murton, New York, Northumberland Park, Seaton Burn, Shiremoor, Tynemouth, West Allotment, West Moor i Wideopen.